# Голференцо
Голференцо (итал. Golferenzo) је насеље у Италији у округу Павија, региону Ломбардија.
Према процени из 2011. у насељу је живело 71 становника. Насеље се налази на надморској висини од 432 м.

## Становништво
| 1936. | 1951. | 1961. | 1971. | 1981. | 1991. | 2001. | 2011. |
| ----- | ----- | ----- | ----- | ----- | ----- | ----- | ----- |
| 593   | 471   | 400   | 327   | 279   | 268   | 233   | 206   |